# Dorottya utca (Budapešť)
Dorottya utca je ulice v hlavním městě Maďarska, Budapešti. Leží v samotném středu města, v pátém obvodě. Spojuje severo-jižním směrem náměstí Vörösmarty tér s náměstím Istvána Széchyniho. Je dlouhá cca 230 metrů.

## Název
Ulice je pojmenována podle Marie Dorotey Württemberské, rakouské arcivévodkyně.

## Historie
V roce 1837 se objevila na historické mapě Budapešti pod názvem Dorotheen Gasse (v němčině). Až do roku 1872 nebyl dostavěn blok domů na jejím severním konci (v souvislosti s úpravou dunajského břehu a vznikem nových nábřeží a mostů). Později se podoba ulice již neměnila.

## Doprava
Ulice má podobu částečně otevřené klidné ulice a částečně pěší zóny, z níž je vyloučena automobilová doprava.

## Významné objekty
- Ministerstvo financí Maďarska
- Hotel Dorotea (Budapešť)[1]

- Velvyslanectví Kypru